# El Socialista
El Socialista és l'òrgan d'expressió oficial del Partit Socialista Obrer Espanyol (PSOE) des de la seva fundació, el 12 de març de 1886, apareixent amb periodicitat setmanal a Madrid. Des dels seus començaments va estar lligat a Pablo Iglesias, que en fou el seu director fins a la seva mort.
En 1890 va passar a ser propietat del PSOE i en 1912 es va convertir en diari, periodicitat que va mantenir fins poc abans del final de la Guerra Civil Espanyola, el 28 de març de 1939.
Editat en Barcelona entre 1938 i 1939 a causa de la guerra, durant el franquisme es va editar de manera intermitent en França i clandestina en Espanya.
Al maig de 1977, durant la Transició, va reaparèixer com a setmanari, mantenint aquesta periodicitat fins a maig de 1984. Entre aquesta data i desembre de 1993 es va editar de forma quinzenal, publicant-se des de llavors amb caràcter mensual.
La seva importància a l'hora de difondre les tesis del PSOE entre la classe treballadora (a les seves pàgines va aparèixer, per exemple, la primera traducció al castellà del Manifest comunista) i com a mitjà d'informació per als militants, en dates en què les dificultats per a la comunicació de les idees eren molt importants, fan que ocupi un important paper en la Història del socialisme espanyol.